# Deltadromeus agilis
Deltadromeus agilis ("corredor del delta ágil") es la única especie del género extinto Deltadromeus  de dinosaurio Averostra, que vivió a mediados del período Cretácico, hace aproximadamente 95 millones de años, en el Cenomaniense, en lo que hoy es África.

## Descripción
Este carnívoro tenía, los largos miembros traseros inusualmente delgados para su tamaño, sugiriendo que era un corredor rápido.

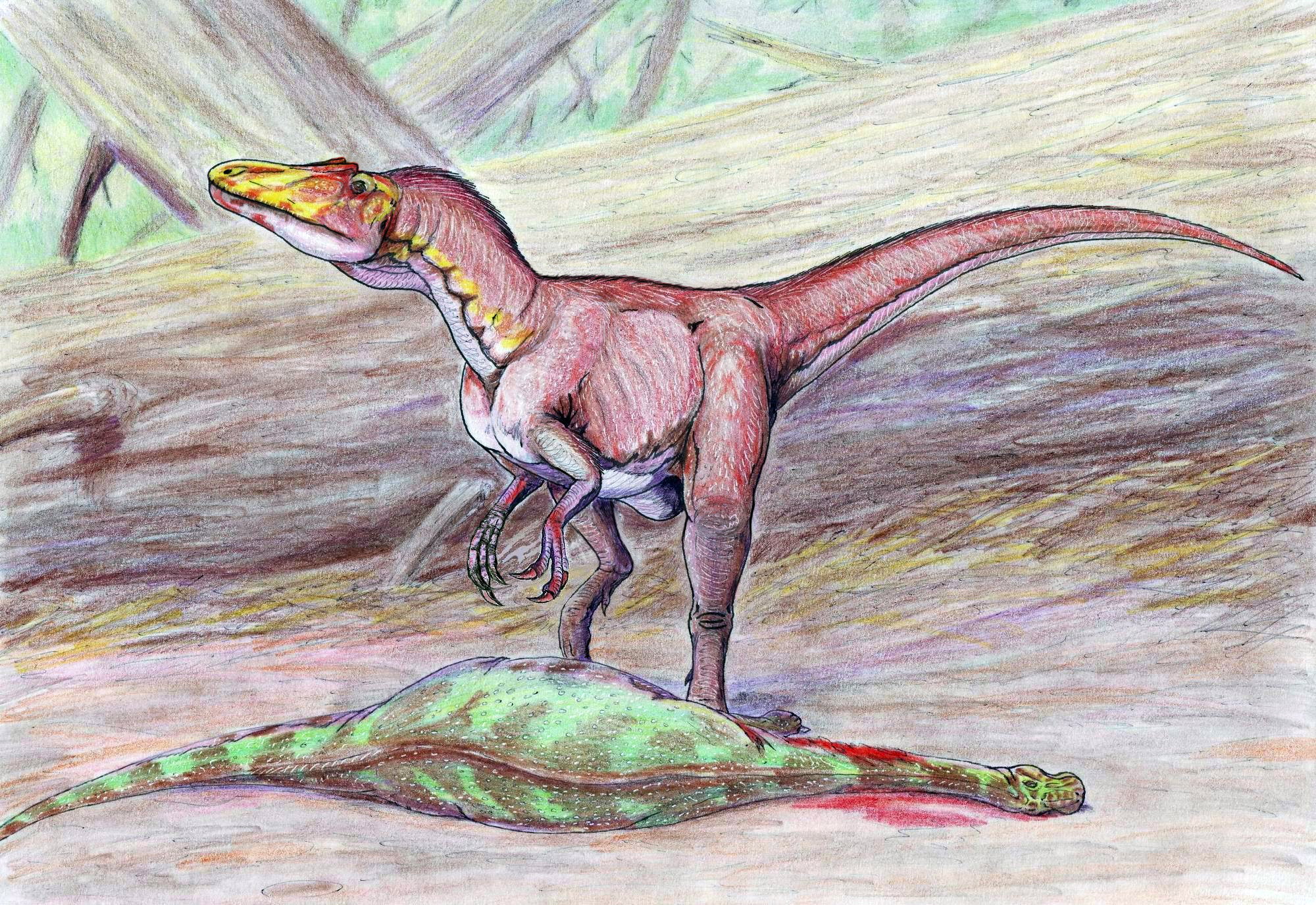
Illustración de Deltadromeus.

 Era un animal cursorial, con una cabeza pequeña, el cuello largo, así como los miembros posteriores. El Deltadromeus era uno de los mayores animales cursoriales, desbancando incluso a Gallimimus.
El holotipo de Deltadromeus agilis,almacenado bajo el número de catálogo del museo SGM-Din2 es un esqueleto parcial de un animal que se estima que midió cerca de 8 metros de largo. El peso del animal viviente se estimó en alrededor de 1050 kilogramos, un poco más que una tonelada. Aunque otras estimaciones apuntan a un peso más reducido, alrededor de los 600kg

Tamaño del holotipo comparado con un humano

Una serie de especímenes, catalogados bajo IPHG 1912 VIII fueron originalmente considerados por Ernst Stromer para ser conespecíficos con Bahariasaurus, pero fueron asignados a Deltadromeus por Paul Sereno en 1996. Se pensó que provenían de un individuo mucho más grande , con una longitud del fémur, el hueso de la parte superior de la pierna de 1.22 metros, en comparación con el fémur de 0.74 metros de largo del holotipo. Estos especímenes referidos, si están correctamente asignados a Deltadromeus, habrían indicado que los miembros del género podrían crecer hasta 12,2 metros de largo, aproximadamente del tamaño de un Tyrannosaurus rex.  Sin embargo,se ha cuestionado la referencia del material del coracoides, pubis y extremidades posteriores catalogado como IPHG 1912 VIII a Deltadromeus porque los restos provienen de diferentes horizontes y localidades en la Formación Bahariya, y en realidad muestran diferencias notables con el holotipo de Deltadromeus.
El esqueleto de Deltadromeus se ha encontrado en la misma formación que los de los terópodos gigantes  Carcharodontosaurus, Spinosaurus y Bahariasaurus, que posiblemente depredaran al Deltadromeus. No se ha encontrado material craneal para  Deltadromeus o Bahariasaurus, y aunque los dientes carnívoros etiquetados como "Deltadromeus" se venden comúnmente en tiendas de rocas, no hay forma de saber si realmente provienen de este animal. Además, parientes cercanos al Deltadromeus poseían pequeños dientes o carecían de ellos por lo que es poco probable que esos dientes provengan de Deltadromeus.

## Descubrimiento e investigación

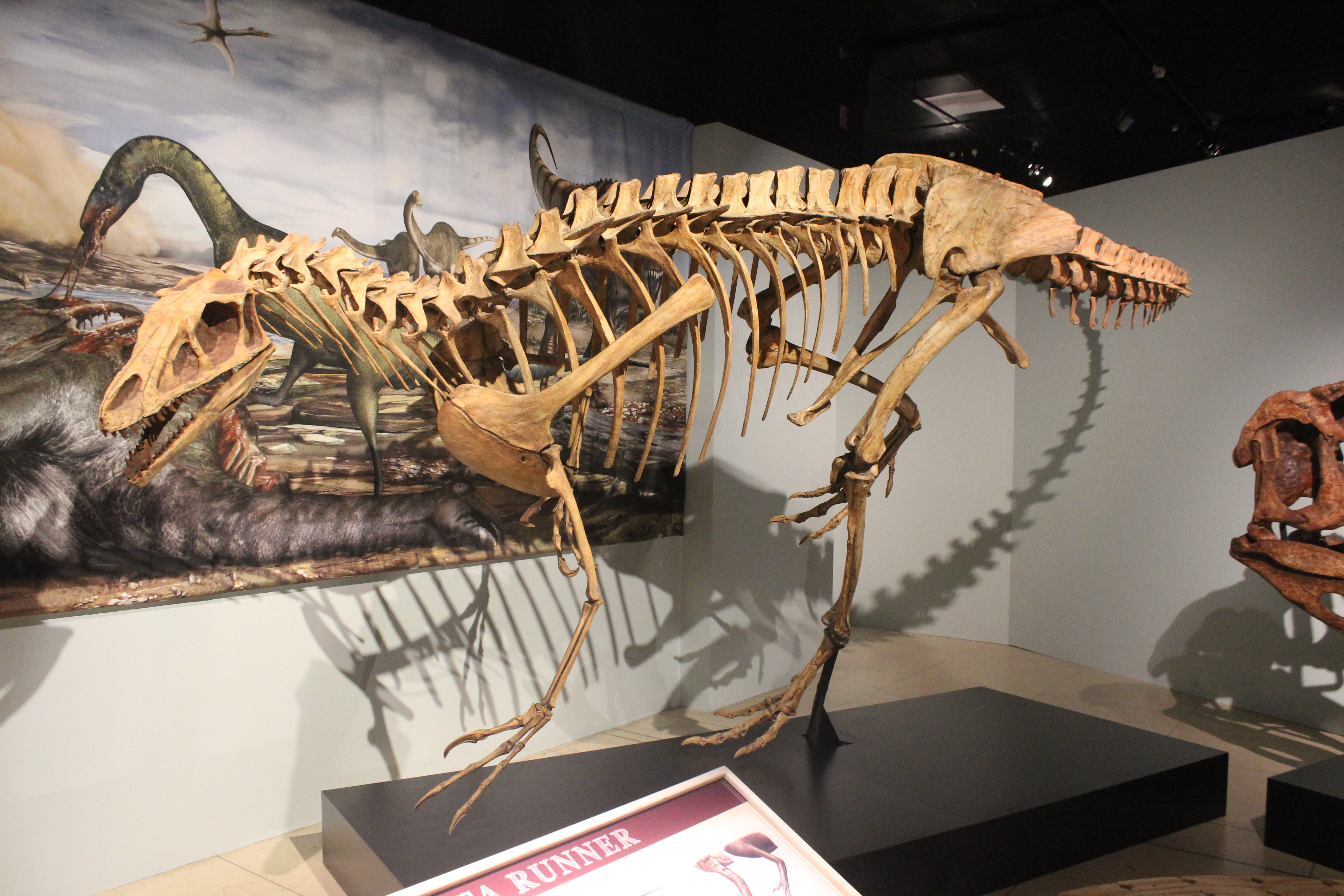
Replica del esqueleto de Deltadromeus agilis montado en la exhibición de Spinosaurus del National Geographic Museum en 2014.

Los restos fósiles del Deltadromeus fueron descubiertos en 1995 por Gabrielle Lyon, durante una expedición dirigida por Paul Sereno en la formación Tegana de Marruecos. 
Stromer en 1934 refirió  a IPHG 1912 VIII a su nuevo taxon Bahariasaurus. Se ha descrito un espécimen fósil de la única especie de Deltadromeus agilis o "corredor delta ágil", que se encuentra en las camas Kem Kem, que datan de mediados del período Cretácico en el Cenomaniense, hace unos 95 millones de años. Antes se le consideraba un sinónimo más moderno del Bahariasaurus, sin embargo recientes comparaciones con otros géneros (Spinostropheus, Limusaurus)revelan que seguramente el Deltadromeus fuese un animal cursorial, con adaptaciones visualmente similares a las vistas en los ornitomimosaurios aun siendo un ceratosaurio.

## Clasificación
Sereno y otros en 1996 describieron a Deltadromeus como celurosauriano basal, pero Rauhut lo ubicó dentro de los  ornitomimosaurianos. Más adelante en 2003, Wilson y otros postularon que era un noasáurido y Carrano y Sampson en 2008 lo colocaron como ceratosauriano básico fuera de Neoceratosauria. Deltadromeus a menudo se ha considerado un ceratosaurio, más específicamente, un miembro de la familia Noasauridae. En 2016, se encontró que un terópodo sudamericano conocido como Gualicho shinyae posee muchas similitudes con Deltadromeus. Dependiendo de la posición filogenética de Gualicho, Deltadromeus pudo haber sido un carnosaurio neovenatorído, un tiranosauroide o un celurosaurio basal si su relación cercana con Gualicho es confirmada.

### Deltadromeusrelativo aDryptosaurus
Ha habido sugerencias en línea que Deltadromeus  estaría estrechamente vinculado a Dryptosaurus . Sin embargo, Deltadromeus  es considerado un ceratosauriano o un aveteropodo, y Dryptosaurus es probablemente un tiranosáurido. Ambos tienen crestas deltopectoral similares, pero Dryptosaurus  tiene en el húmero un tubérculo ventral más grande y parece más sigmoideo. Deltadromeus  tiene una cabeza femoral extrañamente estrecha anteroposteriormente y un trocánter anterior que comienza más en distal. En Deltadromeus el cóndilo tibial lateral tiene un proceso posterior impar, la cresta cnemial es más estrecha y la incisura tibial es excavada más en proximal. Deltadromeus  tiene una fosa fibular proximomedial más desarrollada, pero no está extendida próximo posteriormente. En Dryptosaurus el proceso ascendente es mucho más alto y más acentuado y carece del surco transversal plesiomorfico a través de los cóndilos de astrágalo encontrados en Deltadromeus . El metatarso IV es mucho más estrecho en Deltadromeus  en proximal es menos triangular que en Dryptosaurus y tiranosáuridos, y carece la muesca encontrada en esos taxones. En Deltadromeus  el húmero es el 6% más de largo a la longitud femoral, pero su tibia es el 6% más corto. El "pubis" del holotipo de Deltadromeus  parece ser un isquion según Longrich. La forma del extremo distal es casi idéntica a 1912 VIII 82, salvo que es un poco más corto posiblemente resultado de la ontogénia, según lo visto en Nedcolbertia.  La sección de corte es convexa, a diferencia de los pubis, que son cóncavos. Los ejes de las conjunturas son estrechos transversalmente en vez de tener un delantal púbico. La carencia de un agujero interpúbico en el "pubis" de Deltadromeus, otra vez similar a 1912 VIII 82, es también consistente con una identificación como isquion, aunque el un montón de taxones carece agujeros interpúbicos. Finalmente, Longrich identificó lo que aparecía ser fragmentos púbicos en el holotipo de Deltadromeus.

### Deltadromeuscomo ceratosauriano
Muchos estudios publicados desde la descripción original de Deltadromeus lo han considerado un ceratosauriano, aunque los diferentes estudios discrepan sobre qué tipo de ceratosauriano. Un estudio de 2003 sugirió que era un miembro de 
 Noasauridae,  aunque otros lo encontraron más primitivo, posiblemente relacionado con los ceratosaurianos basales Elaphrosaurus y Limusaurus. Un estudio más completo de las relaciones noasáuridos publicado en 2016 encontró que ambas interpretaciones eran esencialmente correctas, con Deltadromeus, Limusaurus y Elaphrosaurus.todos considerados dentro de Noasauridae. Un documento de 2017 que describe los cambios ontogenéticos en Limusaurus y el efecto de los taxones juveniles en los análisis filogenéticos ubicaron a Deltadromeus como noasáurido en todos los análisis independientemente de la muestra de Limusaurus, aunque los análisis no incluyeron Gualicho ni Aoniraptor. Según los autores del artículo, resolver las posiciones filogenéticas de Gualicho, '"Aoniraptor, Deltadromeus y megaraptorianos es uno de los problemas más críticos que enfrenta la sistemática de los terópodos.

#### Filogenia deDeltadromeuscomo ceratosauriano

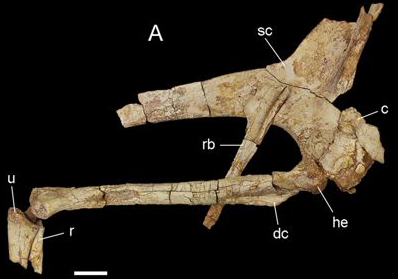
Miembro delantero de Deltadromeus agilis.

El siguiente  cladograma sigue el análisis de 2016 realizado por Oliver Rauhut y Matthew Carrano.
|  | Limusaurus                                                  |
|  |                                                             |
|  | \| \| CCG 20011 \| \| \| \| \| \| Elaphrosaurus \| \| \| \| |
|  |                                                             |
|  | CCG 20011                                                   |
|  |                                                             |
|  | Elaphrosaurus                                               |
|  |                                                             |

|  | CCG 20011     |
|  |               |
|  | Elaphrosaurus |
|  |               |

|  | Velocisaurus  |
|  |               |
|  | Noasaurus     |
|  |               |
|  | Masiakasaurus |
|  |               |

|  | Limusaurus                                                  |
|  |                                                             |
|  | \| \| CCG 20011 \| \| \| \| \| \| Elaphrosaurus \| \| \| \| |
|  |                                                             |
|  | CCG 20011                                                   |
|  |                                                             |
|  | Elaphrosaurus                                               |
|  |                                                             |

|  | CCG 20011     |
|  |               |
|  | Elaphrosaurus |
|  |               |

|  | Velocisaurus  |
|  |               |
|  | Noasaurus     |
|  |               |
|  | Masiakasaurus |
|  |               |

|  | Limusaurus                                                  |
|  |                                                             |
|  | \| \| CCG 20011 \| \| \| \| \| \| Elaphrosaurus \| \| \| \| |
|  |                                                             |
|  | CCG 20011                                                   |
|  |                                                             |
|  | Elaphrosaurus                                               |
|  |                                                             |

|  | CCG 20011     |
|  |               |
|  | Elaphrosaurus |
|  |               |

|  | Velocisaurus  |
|  |               |
|  | Noasaurus     |
|  |               |
|  | Masiakasaurus |
|  |               |

|  | Limusaurus                                                  |
|  |                                                             |
|  | \| \| CCG 20011 \| \| \| \| \| \| Elaphrosaurus \| \| \| \| |
|  |                                                             |
|  | CCG 20011                                                   |
|  |                                                             |
|  | Elaphrosaurus                                               |
|  |                                                             |

|  | CCG 20011     |
|  |               |
|  | Elaphrosaurus |
|  |               |

|  | Velocisaurus  |
|  |               |
|  | Noasaurus     |
|  |               |
|  | Masiakasaurus |
|  |               |

|  | Limusaurus                                                  |
|  |                                                             |
|  | \| \| CCG 20011 \| \| \| \| \| \| Elaphrosaurus \| \| \| \| |
|  |                                                             |
|  | CCG 20011                                                   |
|  |                                                             |
|  | Elaphrosaurus                                               |
|  |                                                             |

|  | CCG 20011     |
|  |               |
|  | Elaphrosaurus |
|  |               |

|  | Velocisaurus  |
|  |               |
|  | Noasaurus     |
|  |               |
|  | Masiakasaurus |
|  |               |

|  | Limusaurus                                                  |
|  |                                                             |
|  | \| \| CCG 20011 \| \| \| \| \| \| Elaphrosaurus \| \| \| \| |
|  |                                                             |
|  | CCG 20011                                                   |
|  |                                                             |
|  | Elaphrosaurus                                               |
|  |                                                             |

|  | CCG 20011     |
|  |               |
|  | Elaphrosaurus |
|  |               |

|  | Velocisaurus  |
|  |               |
|  | Noasaurus     |
|  |               |
|  | Masiakasaurus |
|  |               |

|  | Limusaurus                                                  |
|  |                                                             |
|  | \| \| CCG 20011 \| \| \| \| \| \| Elaphrosaurus \| \| \| \| |
|  |                                                             |
|  | CCG 20011                                                   |
|  |                                                             |
|  | Elaphrosaurus                                               |
|  |                                                             |

|  | CCG 20011     |
|  |               |
|  | Elaphrosaurus |
|  |               |

|  | Velocisaurus  |
|  |               |
|  | Noasaurus     |
|  |               |
|  | Masiakasaurus |
|  |               |

|  | Limusaurus                                                  |
|  |                                                             |
|  | \| \| CCG 20011 \| \| \| \| \| \| Elaphrosaurus \| \| \| \| |
|  |                                                             |
|  | CCG 20011                                                   |
|  |                                                             |
|  | Elaphrosaurus                                               |
|  |                                                             |

|  | CCG 20011     |
|  |               |
|  | Elaphrosaurus |
|  |               |

|  | Velocisaurus  |
|  |               |
|  | Noasaurus     |
|  |               |
|  | Masiakasaurus |
|  |               |

### Deltadromeus como aveteropodo
La descripción original de Deltadromeus en 1996 encontró que era un celurosaurio bastante basal, solo un poco más avanzado que el género del Jurásico tardío Ornitholestes. En 2016, un análisis de Gualicho, un terópodo suramericano considerará que pertenecen a la familia Neovenatoridae dentro de Carnosauria, encuentra a Deltadromeus como probable taxón hermanos de Gualicho. Sin embargo, el análisis también señaló que Deltadromeus compartía muchas características con los ceratosaurianos y que si se eliminaba Gualicho del análisis, Deltadromeus resultaba  un miembro de Ceratosauria. En un análisis de Aoniraptor, que puede ser sinónimo  animal que Gualicho, Deltadromeus se encontró junto con Aoniraptor y Bahariasaurus para formar probablemente un clado todavía desconocido de tiranosauroides megaraptorianos diferentes de  Megaraptoridae. Un estudio de 2018 de Porfiri et al. ha apoyado la idea de que Gualicho y megaraptorianos eran celulosaurios basales, fuera de 
 Neovenatoridae y Tyrannosauroidea. Sin embargo, este estudio no incluyó Deltadromeus.

#### Filogenia deDeltadromeuscomo aveteropodo

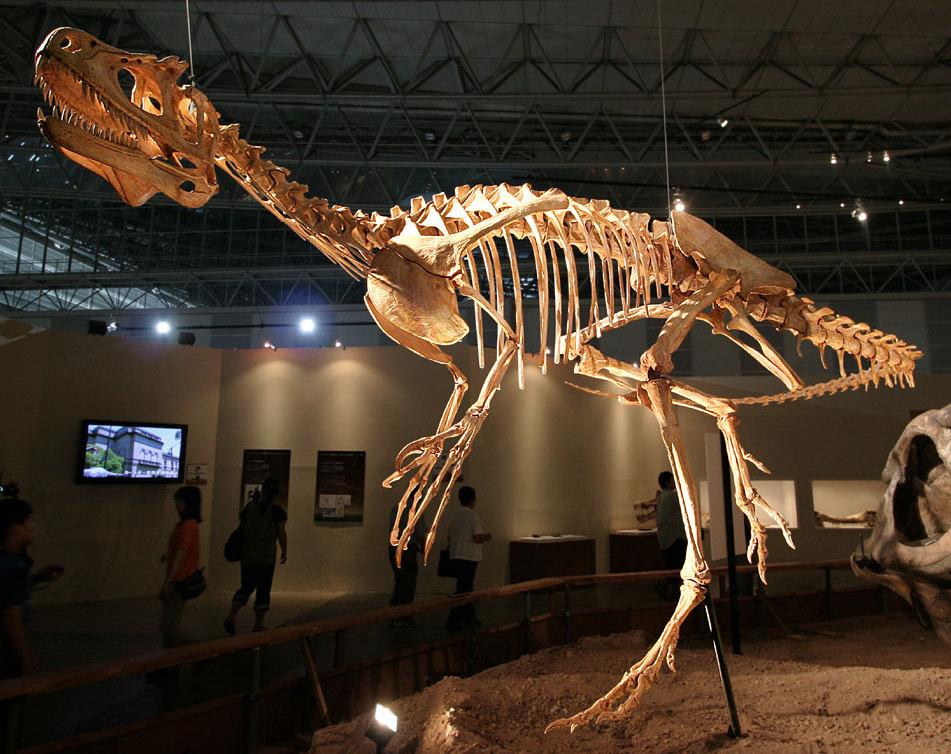
Replica del esqueleto de Deltadromeus agilis montado en Japón.

El siguiente cladograma sigue el análisis de 2016 realizado por Sebastián Apesteguía, Nathan D. Smith, Rubén Juarez Valieri y Peter J. Makovicky.
|  | Deltadromeus |
|  |              |
|  | Gualicho     |
|  |              |

|  | Neovenator                                                      |
|  |                                                                 |
|  | \| \| Chilantaisaurus \| \| \| \| \| \| Megaraptora \| \| \| \| |
|  |                                                                 |
|  | Chilantaisaurus                                                 |
|  |                                                                 |
|  | Megaraptora                                                     |
|  |                                                                 |

|  | Chilantaisaurus |
|  |                 |
|  | Megaraptora     |
|  |                 |

|  | Deltadromeus |
|  |              |
|  | Gualicho     |
|  |              |

|  | Neovenator                                                      |
|  |                                                                 |
|  | \| \| Chilantaisaurus \| \| \| \| \| \| Megaraptora \| \| \| \| |
|  |                                                                 |
|  | Chilantaisaurus                                                 |
|  |                                                                 |
|  | Megaraptora                                                     |
|  |                                                                 |

|  | Chilantaisaurus |
|  |                 |
|  | Megaraptora     |
|  |                 |

|  | Deltadromeus |
|  |              |
|  | Gualicho     |
|  |              |

|  | Neovenator                                                      |
|  |                                                                 |
|  | \| \| Chilantaisaurus \| \| \| \| \| \| Megaraptora \| \| \| \| |
|  |                                                                 |
|  | Chilantaisaurus                                                 |
|  |                                                                 |
|  | Megaraptora                                                     |
|  |                                                                 |

|  | Chilantaisaurus |
|  |                 |
|  | Megaraptora     |
|  |                 |

|  | Deltadromeus |
|  |              |
|  | Gualicho     |
|  |              |

|  | Neovenator                                                      |
|  |                                                                 |
|  | \| \| Chilantaisaurus \| \| \| \| \| \| Megaraptora \| \| \| \| |
|  |                                                                 |
|  | Chilantaisaurus                                                 |
|  |                                                                 |
|  | Megaraptora                                                     |
|  |                                                                 |

|  | Chilantaisaurus |
|  |                 |
|  | Megaraptora     |
|  |                 |

|  | Deltadromeus |
|  |              |
|  | Gualicho     |
|  |              |

|  | Neovenator                                                      |
|  |                                                                 |
|  | \| \| Chilantaisaurus \| \| \| \| \| \| Megaraptora \| \| \| \| |
|  |                                                                 |
|  | Chilantaisaurus                                                 |
|  |                                                                 |
|  | Megaraptora                                                     |
|  |                                                                 |

|  | Chilantaisaurus |
|  |                 |
|  | Megaraptora     |
|  |                 |

|  | Deltadromeus |
|  |              |
|  | Gualicho     |
|  |              |

|  | Neovenator                                                      |
|  |                                                                 |
|  | \| \| Chilantaisaurus \| \| \| \| \| \| Megaraptora \| \| \| \| |
|  |                                                                 |
|  | Chilantaisaurus                                                 |
|  |                                                                 |
|  | Megaraptora                                                     |
|  |                                                                 |

|  | Chilantaisaurus |
|  |                 |
|  | Megaraptora     |
|  |                 |

|  | Deltadromeus |
|  |              |
|  | Gualicho     |
|  |              |

|  | Neovenator                                                      |
|  |                                                                 |
|  | \| \| Chilantaisaurus \| \| \| \| \| \| Megaraptora \| \| \| \| |
|  |                                                                 |
|  | Chilantaisaurus                                                 |
|  |                                                                 |
|  | Megaraptora                                                     |
|  |                                                                 |

|  | Chilantaisaurus |
|  |                 |
|  | Megaraptora     |
|  |                 |

|  | Deltadromeus |
|  |              |
|  | Gualicho     |
|  |              |

|  | Neovenator                                                      |
|  |                                                                 |
|  | \| \| Chilantaisaurus \| \| \| \| \| \| Megaraptora \| \| \| \| |
|  |                                                                 |
|  | Chilantaisaurus                                                 |
|  |                                                                 |
|  | Megaraptora                                                     |
|  |                                                                 |

|  | Chilantaisaurus |
|  |                 |
|  | Megaraptora     |
|  |                 |

|  | Deltadromeus |
|  |              |
|  | Gualicho     |
|  |              |

|  | Neovenator                                                      |
|  |                                                                 |
|  | \| \| Chilantaisaurus \| \| \| \| \| \| Megaraptora \| \| \| \| |
|  |                                                                 |
|  | Chilantaisaurus                                                 |
|  |                                                                 |
|  | Megaraptora                                                     |
|  |                                                                 |

|  | Chilantaisaurus |
|  |                 |
|  | Megaraptora     |
|  |                 |

|  | Deltadromeus |
|  |              |
|  | Gualicho     |
|  |              |

|  | Neovenator                                                      |
|  |                                                                 |
|  | \| \| Chilantaisaurus \| \| \| \| \| \| Megaraptora \| \| \| \| |
|  |                                                                 |
|  | Chilantaisaurus                                                 |
|  |                                                                 |
|  | Megaraptora                                                     |
|  |                                                                 |

|  | Chilantaisaurus |
|  |                 |
|  | Megaraptora     |
|  |                 |

|  | Deltadromeus |
|  |              |
|  | Gualicho     |
|  |              |

|  | Neovenator                                                      |
|  |                                                                 |
|  | \| \| Chilantaisaurus \| \| \| \| \| \| Megaraptora \| \| \| \| |
|  |                                                                 |
|  | Chilantaisaurus                                                 |
|  |                                                                 |
|  | Megaraptora                                                     |
|  |                                                                 |

|  | Chilantaisaurus |
|  |                 |
|  | Megaraptora     |
|  |                 |

|  | Deltadromeus |
|  |              |
|  | Gualicho     |
|  |              |

|  | Neovenator                                                      |
|  |                                                                 |
|  | \| \| Chilantaisaurus \| \| \| \| \| \| Megaraptora \| \| \| \| |
|  |                                                                 |
|  | Chilantaisaurus                                                 |
|  |                                                                 |
|  | Megaraptora                                                     |
|  |                                                                 |

|  | Chilantaisaurus |
|  |                 |
|  | Megaraptora     |
|  |                 |

|  | Deltadromeus |
|  |              |
|  | Gualicho     |
|  |              |

|  | Neovenator                                                      |
|  |                                                                 |
|  | \| \| Chilantaisaurus \| \| \| \| \| \| Megaraptora \| \| \| \| |
|  |                                                                 |
|  | Chilantaisaurus                                                 |
|  |                                                                 |
|  | Megaraptora                                                     |
|  |                                                                 |

|  | Chilantaisaurus |
|  |                 |
|  | Megaraptora     |
|  |                 |

|  | Deltadromeus |
|  |              |
|  | Gualicho     |
|  |              |

|  | Neovenator                                                      |
|  |                                                                 |
|  | \| \| Chilantaisaurus \| \| \| \| \| \| Megaraptora \| \| \| \| |
|  |                                                                 |
|  | Chilantaisaurus                                                 |
|  |                                                                 |
|  | Megaraptora                                                     |
|  |                                                                 |

|  | Chilantaisaurus |
|  |                 |
|  | Megaraptora     |
|  |                 |

|  | Deltadromeus |
|  |              |
|  | Gualicho     |
|  |              |

|  | Neovenator                                                      |
|  |                                                                 |
|  | \| \| Chilantaisaurus \| \| \| \| \| \| Megaraptora \| \| \| \| |
|  |                                                                 |
|  | Chilantaisaurus                                                 |
|  |                                                                 |
|  | Megaraptora                                                     |
|  |                                                                 |

|  | Chilantaisaurus |
|  |                 |
|  | Megaraptora     |
|  |                 |

|  | Deltadromeus |
|  |              |
|  | Gualicho     |
|  |              |

|  | Neovenator                                                      |
|  |                                                                 |
|  | \| \| Chilantaisaurus \| \| \| \| \| \| Megaraptora \| \| \| \| |
|  |                                                                 |
|  | Chilantaisaurus                                                 |
|  |                                                                 |
|  | Megaraptora                                                     |
|  |                                                                 |

|  | Chilantaisaurus |
|  |                 |
|  | Megaraptora     |
|  |                 |